# Dinamoraza vinsoni
Dinamoraza vinsoni är en skalbaggsart som beskrevs av Gilbert John Arrow 1948. Dinamoraza vinsoni ingår i släktet Dinamoraza och familjen Melolonthidae. Inga underarter finns listade i Catalogue of Life.